# Buona pratica
Per buona prassi o buona pratica, talvolta anche miglior pratica o migliore prassi (dall'inglese best practice) si intendono le esperienze, le procedure o le azioni più significative, o comunque quelle che hanno permesso di ottenere i migliori risultati, relativamente a svariati contesti e obiettivi preposti. 

## Ambiti di applicazione
Sintagma usato nella direzione aziendale, nell'ingegneria del software, in medicina, nelle organizzazioni aziendali o governative, le migliori prassi possono essere definite, a seconda dell'àmbito, come raccolta di esempi, procedure, esperienze passate che vengono opportunamente formalizzati in regole o piani che possono essere seguiti e ripetuti.

## Direzione aziendale
Nel settore della direzione aziendale, precedentemente all'introduzione del sistema ISO 9001, molte aziende adottavano il sistema della best practice per la gestione dei processi produttivi. Questo concetto, nato all'inizio del secolo passato, è un'idea manageriale che asserisce l'esistenza di una tecnica, un metodo, un processo o un'attività, che sono più efficaci nel raggiungere un particolare risultato, di qualunque altra tecnica, metodo, processo, o attività. Si afferma che, con i processi adeguati, con i giusti controlli e le corrette analisi, il risultato voluto può essere ottenuto evitando problemi e complicazioni impreviste.
Le migliori pratiche possono essere definite come il metodo migliore per effettuare la produzione. Basandosi su quelle procedure ripetibili che nel tempo si sono dimostrate migliori sia per la loro efficienza (meno quantità di sforzo) sia per la loro efficacia (risultati migliori), la buona pratica garantisce il raggiungimento degli obiettivi nel massimo dell'economia e della qualità. Il programma di progetto (project plan) è parte integrante della best practice, così come il piano della qualità lo è per la ISO 9001. 